# Cerebratulus macrostomus
Cerebratulus macrostomus är en djurart som tillhör fylumet slemmaskar, och som först beskrevs av Schmarda 1859.  Cerebratulus macrostomus ingår i släktet fläsknemertiner, och familjen Cerebratulidae.
Artens utbredningsområde är havet kring Nya Zeeland. Inga underarter finns listade i Catalogue of Life.